# Aaron Klug
Sir Aaron Klug OM (Želva, 11 agosto 1926 – Cambridge, 20 novembre 2018) è stato un chimico biofisico lituano naturalizzato britannico, premio Nobel per la chimica nel 1982 "per il suo sviluppo della microscopia elettronica cristallografica e per aver chiarito la struttura dei complessi biologicamente importanti acidi nucleici-proteine".

## Biografia
Nato a Želva, Lituania, da famiglia di origine ebraica con la quale si trasferì in Sudafrica all'età di due anni, Klug si laureò in scienze all'Università del Witwatersrand e studiò cristallografia all'Università di Città del Capo prima di trasferirsi in Inghilterra. Completò il suo dottorato al Trinity College di Cambridge nel 1953.
Nel 1981 ricevette il Premio Louisa Gross Horwitz dalla Università Columbia e nel 1985 la medaglia Copley dalla Royal Society. Tra il 1986 e il 1996 fu direttore del Laboratorio di biologia molecolare a Cambridge, e nel 1988 venne nominato cavaliere. Ricoprì la carica di presidente della Royal Society negli anni 1995-2000. Nel 1995, come consuetudine per i presidenti della Royal Society, fu nominato membro dell'Ordine al Merito del Regno Unito.

## Attività scientifica
Lavorando con Rosalind Franklin al Laboratorio John Bernal della Birkbeck, Università di Londra, Klug sviluppò l'interesse per lo studio dei virus e sul finire degli anni 1950 fece delle scoperte sulla struttura del virus del mosaico del tabacco. Negli anni successivi utilizzò metodi di diffrazione dei raggi X, di microscopia e modelli strutturali per sviluppare la microscopia elettronica cristallografica. Tramite questa tecnica una sequenza bidimensionale di immagini di cristalli ricavata da diverse angolature viene combinata per produrre una immagine tridimensionale di quanto osservato.
Lo sviluppo della microscopia elettronica cristallografica e i suoi studi nell'ambito della biologia molecolare gli valsero il premio Nobel per la chimica nel 1982.